# Vagn Schmidt
Vagn Schmidt (Copenhague, 15 de enero de 1935) es un deportista danés que compitió en piragüismo en la modalidad de aguas tranquilas. Ganó una medalla de bronce en el Campeonato Mundial de Piragüismo de 1958 en la prueba de K1 10 000 m.
Participó en los Juegos Olímpicos de Roma 1960, donde finalizó quinto en la prueba de K2 1000 m

## Palmarés internacional
| Campeonato Mundial | Campeonato Mundial     | Campeonato Mundial | Campeonato Mundial |
| Año                | Lugar                  | Medalla            | Evento             |
| ------------------ | ---------------------- | ------------------ | ------------------ |
| 1958               | Praga (Checoslovaquia) | Medalla de bronce  | K1 10 000 m        |